# Charles Viollette
Charles Cléophile Viollette, né le 14 juin 1823 à Quiry-le-Sec et mort dans la même commune le 16 octobre 1897,  est un chimiste français, professeur puis doyen de la faculté des sciences de Lille de 1873 à 1893.

## Biographie
Après ses études à l'école normale supérieure de 1846 à 1849, il devient enseignant en lycée  jusqu'en 1856, il soutient la première thèse de doctorat en sciences à Lille. Le doyen Louis Pasteur le nomme, en 1856, professeur adjoint à la faculté des sciences de Lille. Il assure des cours de chimie minérale et organique entre 1858 et 1868, sous la direction du doyen Jean Pierre Louis Girardin de la faculté des sciences de Lille. 
Successeur de Girardin à la chaire de chimie de la faculté de Lille en 1868, il enseigne la chimie minérale et ses applications. Il travaille sur le dosage en sucre et la sélection des variétés des betteraves, l'agriculture de la région en est bouleversée.
Il devient doyen de la faculté en 1873, succédant au Professeur Guiraudet. Il enseigne les cours de teintures et apprêts et sucreries et distilleries à l'Institut industriel du Nord (École centrale de Lille) à partir de 1872 et jusqu'au-delà de 1895.
Il fut aussi adjoint au maire de Lille, Géry Legrand, qui impulsa un programme de grands travaux d'extension de l'Université de Lille.
En 1875, il est président de la Société des sciences, de l'agriculture et des arts de Lille. Il devient chevalier de la légion d'honneur en 1875.

## Postérité
Le laboratoire régional de recherche en agroalimentaire et biotechnologie créé officiellement en janvier 2015 porte son nom (Institut Charles Viollette) et regroupe des chercheurs issus des Universités de Lille 1, Lille 2, Artois, Littoral Côte d’Opale ainsi que l’Institut Supérieur d’Agriculture de Lille.

## Publications principales
- 1856 Thèse de physique : Études optiques sur le formiate de strontiane. Thèse de chimie : Recherches sur la préparation de l'alcool amylique actif, Lille : impr. de L. Danel, 58 pages[9].
- 1867 Études sur la sursaturation, Paris : Gauthier-Villars ; Lille : Quarré, 118 pages[10]
- 1868 Dosage du sucre au moyen des liqueurs titrées. Instruction pratique, Paris : Gauthier-Villars, 140 pages, Extrait des "Mémoires de la Société impériale des sciences, de l'agriculture et des arts de Lille", IIIe série, 4e vol., 1867[11].
- 1877 Mémoire sur la distribution du sucre et des principes minéraux dans la betterave, Lille : impr. de L. Danel, 29 pages